# Philadelphia Rockets
I Philadelphia Rockets sono stati una squadra di hockey su ghiaccio dell'American Hockey League con sede nella città di Filadelfia, nello stato della Pennsylvania. Nacquero nel 1946 e si sciolsero nel 1949.

## Storia
Nella stagione 1941-42 gli allora Philadelphia Ramblers giocarono con la denominazione Philadelphia Rockets; quella fu l'ultima stagione disputata prima dello scioglimento della squadra. Quello stesso anni i primi Rockets furono sostituiti dai Philadelphia Falcons, formazione che prese parte a quattro campionati della Eastern Hockey League.
Nel 1946 i Falcons furono sciolti e rimpiazzati da una nuova franchigia dell'American Hockey League che riprese il nome di Rockets. Il primo proprietario e general manager della squadra fu Peter Tyrrell, che allora possedeva anche i Philadelphia Warriors. Nella prima stagione i Rockets stabilirono il record negativo di sempre della lega con una percentuale di vittorie del 13,3%, solo 5 successi su 64 incontri disputati.
I Rockets disputarono due altre stagioni senza mai qualificarsi ai playoff per poi cessare le attività nel 1949.

## Record stagione per stagione

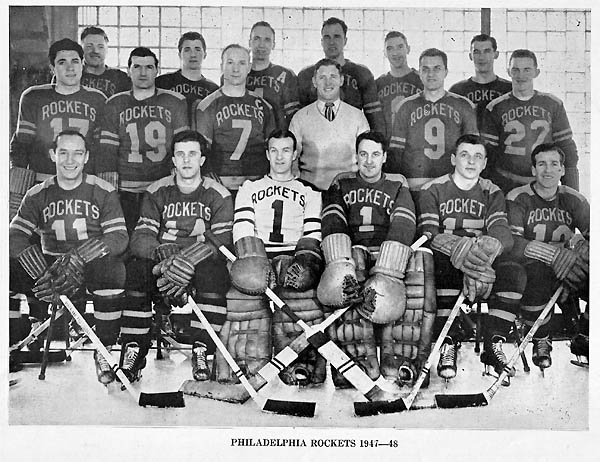
I Philadelphia Rockets 1947-1948.

| Stagione             | Division | Gare | V  | S  | P | Punti | GF  | GS  | Piazzamento | Play-off |
| -------------------- | -------- | ---- | -- | -- | - | ----- | --- | --- | ----------- | -------- |
| Philadelphia Rockets |          |      |    |    |   |       |     |     |             |          |
| 1946-47              | East     | 64   | 5  | 52 | 7 | 17    | 188 | 400 | 5°          |          |
| 1947-48              | East     | 68   | 22 | 41 | 5 | 49    | 260 | 331 | 4°          |          |
| 1948-49              | East     | 68   | 15 | 48 | 5 | 35    | 230 | 407 | 5°          |          |

## Record della franchigia

### Carriera
Gol: 128  Phil Hergesheimer
Assist: 107  Johnny Mahaffy
Punti: 231  Phil Hergesheimer
Minuti di penalità: 235  Eddie Bush
Partite giocate: 188  Phil Hergesheimer